# Forze armate della Repubblica Sociale Italiana
Le Forze armate della Repubblica Sociale Italiana (anche Forze Armate Repubblicane) erano il complesso delle forze armate della Repubblica Sociale Italiana dall'ottobre 1943 all'aprile 1945.

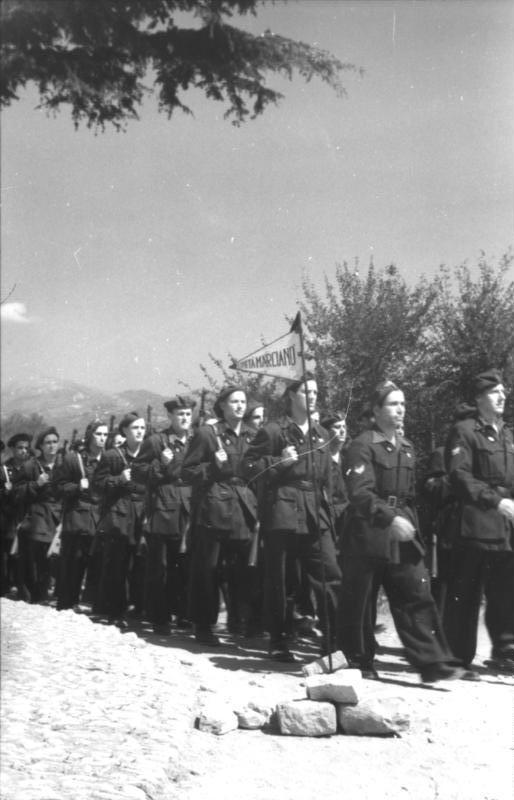
Reparto della RSI in marcia d'addestramento

## Storia
Con il Decreto legge del 28 ottobre 1943 istitutivo dell'esercito della RSI, primo nucleo delle forze armate repubblicane, ai vertici dell'organizzazione militare della RSI stava il Ministero della difesa nazionale che, dal 6 gennaio 1944 si chiamò Ministero delle Forze Armate della RSI. A capo di esso fu designato il Maresciallo d'Italia Rodolfo Graziani, che si riservò la carica di capo di stato maggiore generale, e che a sua volta nominò quale Capo di stato maggiore dell'esercito il generale Gastone Gambara.

Collaboravano col ministro un sottosegretario per l'Esercito (Alfonso Ollearo), uno per la Marina (Antonio Legnani) e uno per l'Aeronautica (Ernesto Botto ), per ognuno di essi esisteva inoltre un capo di Stato maggiore.
A livello gerarchico, le forze armate erano alle dipendenze del Capo dello Stato Benito Mussolini, che in tempo di pace esercitava il comando attraverso il Ministro della Difesa, in tempo di guerra a mezzo del Capo di Stato maggiore generale.
Il Servizio Ausiliario Femminile venne istituito con il decreto ministeriale n. 447 del 18 aprile 1944.
La Guardia Nazionale Repubblicana, istituita nel novembre 1943 con il rango di forza armata, dal 15 agosto 1944 entrò nei ranghi dell'Esercito Nazionale Repubblicano .
Il 29 aprile 1945, con la Resa di Caserta, entrata in vigore il 2 maggio, fu proclamata la resa incondizionata, congiunta a quella dei Comandi tedeschi operanti sul territorio italiano, che impose alle Forze armate repubblicane la consegna delle armi.

## Forze armate
- Esercito Nazionale Repubblicano (Esercito)
  - Guardia Nazionale Repubblicana (Gendarmeria)
- Marina Nazionale Repubblicana (Marina)
  - X° Flottiglia MAS (corpo militare navale formalmente indipendente)
- Aeronautica Nazionale Repubblicana (Aviazione)
- Squadre d'Azione delle Camicie Nere (Corpo paramilitare)
- Servizio Ausiliario Femminile (Corpo ausiliario)
- Corpo di Polizia Repubblicana (Corpo a ordinamento civile)
  - Legione Autonoma Mobile "Ettore Muti" (Corpo paramilitare a ordinamento civile)
- Legione SS Italiana (Divisione delle Waffen-SS composta da volontari italiani)